# Regine Beer
Pour les articles homonymes, voir Beer.
Regine Beer, née à Amsterdam le 5 novembre 1920 et morte le 23 mars 2014 à Anvers, était une survivante et l'un des derniers témoins en Belgique des horreurs du camp de concentration d'Auschwitz. Elle est membre de Mémoire d'Auschwitz.
Pendant plusieurs années elle a porté témoignage à ce sujet dans des centaines d'écoles afin de contribuer à la réalisation d'une société meilleure et plus démocratique. En 1995, elle reçoit le Prix de la Démocratie.
Durant ses dernières années, elle vivait à Anvers. Elle était la mère du journaliste Stefan Blommaert. Elle est décédée en 2014 à l'âge de 93 ans

## Décoration
- Commandeure de l'ordre de la Couronne (2006).